# Elite (遊戲)
《Elite》是一款太空飛行模擬器遊戲以及非線性遊戲。該遊戲內還有3D图形。它由戴维·布拉本和伊恩·贝尔开发，1984年9月由Acornsoft發行。該遊戲可以在BBC Micro和Acorn Electron上運行。  後來該遊戲又被移植到家用电脑。 